# Ткачёв, Николай Гаврилович
Николай Гаврилович Ткачёв (бел. Мікалай Гаўрылавіч Ткачоў; 8 марта 1918, Горенка, Западная область — 20 апреля 1979, Минск) — белорусский советский писатель.

## Биография
Николай Ткачёв родился в крестьянской семье. После окончания сельской семилетней школы учился на вечернем рабфаке и одновременно работал на производстве. По окончании Института народного хозяйства в Минске работал плановиком-экономистом на Полесье. Закончил планово-экономический факультет Белорусского Государственного института народного хозяйства имени Куйбышева.
Во время Великой Отечественной войны Ткачёв был партизаном, бойцом диверсионно-подрывного отряда, действующего на территории Могилевской и Гомельской областей.
После освобождения Белоруссии от немецко-фашистских захватчиков Николай Ткачёв занялся журналистикой и литературой.
Работал в редакции могилевской областной газеты «За Родину» («За Радзіму»), затем в литературном журнале «Полымя» в городе Минске и в республиканской газете «Літаратура i мастацтва». Кроме того, Николай Ткачёв — создатель и первый руководитель крупнейшего белорусского издательства «Мастацкая літаратура». Занимал пост ответственного секретаря Союза писателей БССР.
Николай Ткачёв умер 20 апреля 1979 года. Именем Н. Ткачёва названа Краснопольская районная центральная библиотека.

### Избранная библиография Николая Ткачёва[3]
- Роман «Сплоченность» (1951)
- Сборник «Поиски сокровищ» (1963)
- Сборник «Дыхание огня» (1978)